# 象达镇
象达镇，是中华人民共和国云南省保山市龙陵县下辖的一个镇。
2015年12月24日，云南省人民政府批复同意撤销象达乡，设立象达镇。
明代称象打:588。

## 行政区划
象达镇下辖以下地区：
象达村、营坡村、甘寨村、棠梨坪村、赧洒村、坝头村、朝阳村、邦工村、大场村、芹菜塘村、迤砂寨村、坡头田村、帕掌河村、小米地村和勐蚌村。

## 中国传统村落
2013年8月，勐蚌村被评为第二批中国传统村落。